# Ящурка Пржевальського
Я́щурка Пржева́льського (Eremias przewalskii) — представник роду Ящурок з родини Справжні ящірки. Інша назва «гобійська ящурка».

## Опис
Довжина тулуба сягає 10 см, хвіст довше тулуба у 1,5 рази. Колір спини сірого або жовтувато-охристого кольору з переплетеними тонкими хвилястими поперечними лініями. З боків тулуба від рівня грудей до основи хвоста проглядаються нечіткі рядки блакитних у темній окантовці «очок». Зустрічаються особини зі смугами й витягнутими у поперечному напрямку великих темних плям. Черево молочно-білого забарвлення. Підочний щиток не торкається краю рота. Надочноямкові щитки не відокремлені зернятками від лобового і лоботім'яних щитків. Навколо середини тулуба 44–72 лусочки. Рядок з 8–18 стегнових пір трохи не доходить до колінного згину. Навколо 9–10-го кільця хвоста 26–37 луски. Луска хвоста гладенькі або слабкоребристі. Збільшених анальних щитків — 2.

## Поширення
Мешкає в Північному Китаї, Монголії, зустрічається в Туві (Росія).

## Спосіб життя
Мешкає у пісках серед сипучих барханів з острівцями і рідкісними заростями злаків, астрагала і полину. Період активності триває з квітня до вересня. У спекотну пору року значну частину часу проводить під кущиками, вибігаючи на відкритий пісок лише у гонитві за здобиччю. Може зариватися в пісок. Нори довжиною до 40 см розташовані зазвичай біля основи кущів. Харчується жуками, мурашками, мухами, метеликами, павуками, рослинною їжею.
Це яйцеживородна ящірка. Парування відбувається у травні, а народження 1–3 дитинчат довжиною тіла від 25 до 30,7 мм і хвоста від 26,5 до 34,8 мм — наприкінці липня — у середині серпня.